# Rorainópolis
Rorainópolis is een gemeente in de Braziliaanse deelstaat Roraima. De gemeente telt 28.215 inwoners (schatting 2017).

## Aangrenzende gemeenten
De gemeente grenst aan Caracaraí, São João da Baliza, São Luís, Novo Airão (AM), Presidente Figueiredo (AM) en São Sebastião do Uatumã (AM).